# Echeveria multicolor
Echeveria multicolor är en fetbladsväxtart som beskrevs av C.H. Uhl. Echeveria multicolor ingår i släktet Echeveria och familjen fetbladsväxter. Inga underarter finns listade i Catalogue of Life.